# Alberto Alocén
Alberto Alocén García, (nacido el 3 de mayo de 1959 en Madrid, Comunidad de Madrid) es un exjugador de baloncesto español. Con 1.91 metros de estatura, jugaba en la posición de alero. Es padre del también baloncestista Carlos Alocén.

## Trayectoria
Formado en las categorías inferiores del Real Madrid, junto con jugadores como Fernando Romay y Juanma López Iturriaga, llegó a ser internacional en las categorías inferiores de España, consiguiendo la medalla de plata en el Eurobasket sub-18 del año 1978 disputado en Roseto, Italia. No encontraría acomodo en el equipo merengue, y su primera salida fue una cesión al Oviedo de la Primera B. 
En 1978 ficha por el CN Helios de Primera División B, consiguiendo el ascenso a Primera División en la primera temporada y permaneciendo en el club maño dos temporadas más. Posteriormente jugó en otro equipo aragonés, el Peñas Huesca, donde llegó a ser capitán hasta su marcha en verano de 1990. Su último equipo como profesional fue el Club Baloncesto Askatuak de San Sebastián.